# Reichenberg (Stadlern)

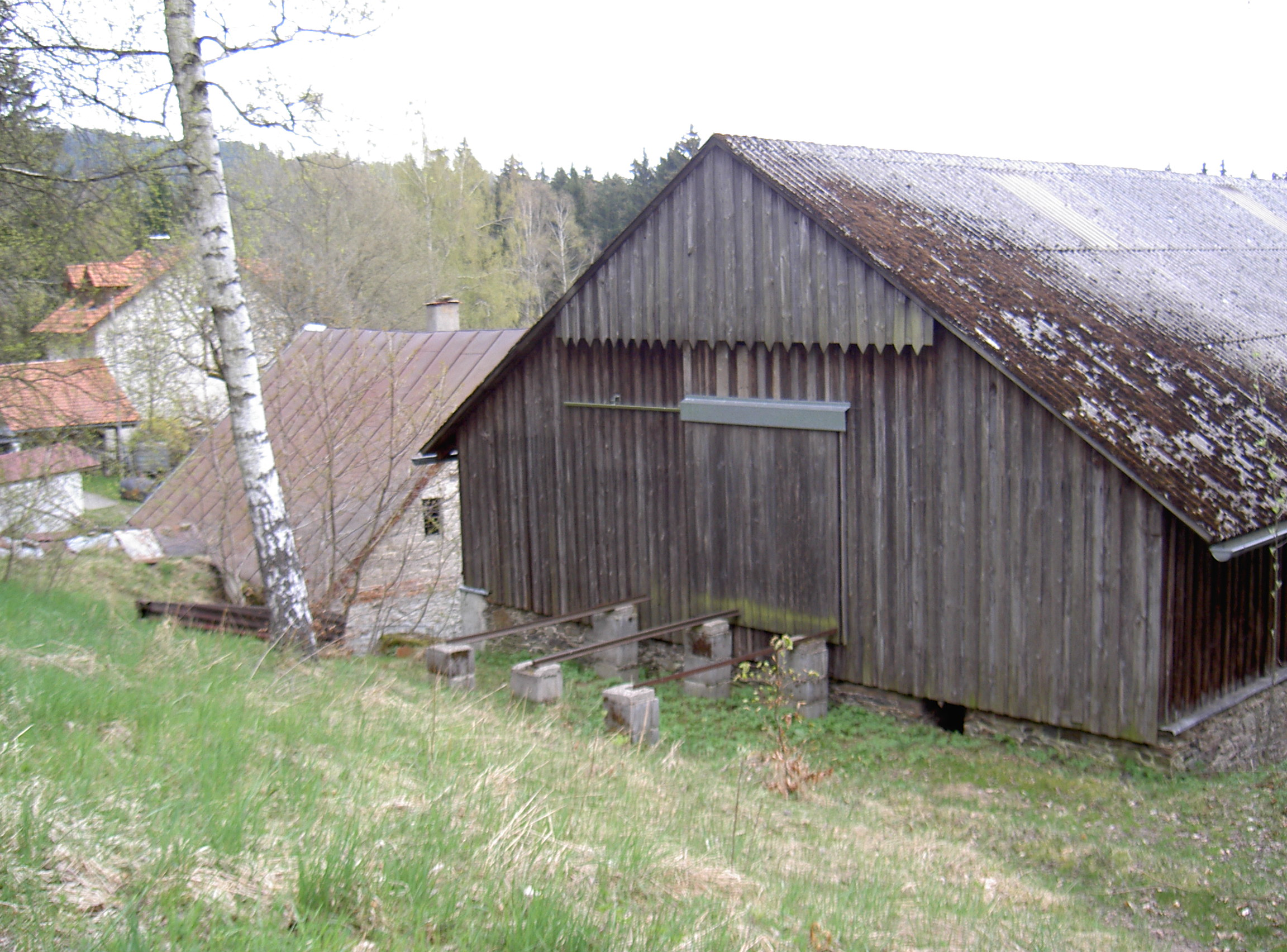
Reichenberg

Reichenberg ist ein Gemeindeteil der Gemeinde Stadlern im Oberpfälzer Landkreis Schwandorf in Bayern.
Die fünf Wohngebäude des Weilers Reichenberg liegen am Osthang eines 787 m hohen Gipfels zwischen Drechselberg (836 m) und Schillerberg (784 m). Nahe der Ortsmitte von Stadlern zweigt die schmale Reichenbergstraße von der Staatsstraße 2159 nach Nordwesten ab. Sie senkt sich zunächst ins Schnabelloh-Bachtal bis auf 680 m hinab und steigt dann nach der Überquerung des Schnabelloh-Baches steil nach Reichenberg hinauf.